# 크라이엔진
크라이엔진(CryENGINE)은 독일의 게임 회사 크라이텍이 개발한 게임 엔진으로, 같은 회사의 일인칭 슈팅 게임 파크라이를 제작하는 데 쓰였다. 원래는 크라이텍이 엔비디아를 위해 개발한 기술 데모였으나, 그 잠재력을 보고 게임에 이용하게 되었다.
넓은 시야와 자연 묘사가 특징이며, 자체 에디터인 샌드박스를 가지고 있다. 1.2 버전부터 픽셀 셰이더와 버텍스 셰이더 3.0을 지원했고 폴리범프(PolyBump)를 개발해 사용했다. 폴리범프는 보통의 법선 맵핑과는 달리 텍스처의 레이어가 아닌 실제 폴리곤을 사용한다. 1.3 버전에서는 하이 다이내믹 레인지 렌더링을 지원하기 시작했다.

## 역사
크라이엔진은 2001년 엔비디아의 지포스 3 칩셋을 시연하기 위한 ‘X-Isle’이라는 기술 데모를 통해 처음 선보였다. ‘X-Isle’은 픽셀 셰이더를 활용한 법선 맵핑과 퍼-픽셀 라이팅을 구현했으며, 이후 크라이텍은 자신들의 법선 매핑 기술을 폴리범프(PolyBump)라는 이름으로 특허를 낸다. 하지만 일반적인 법선 맵핑과 아무런 차이가 없으며 그것은 다른 엔진에서도 구현이 가능했으므로 큰 의미는 없었다(폴리범프의 판권을 구입한 업체는 없는 것으로 알려져 있다).
그 후, 크라이텍은 유비소프트로부터 자금을 지원받아 이 엔진을 기반으로 일인칭 슈팅 게임 《파 크라이》를 제작했다. 《파 크라이》는 크게 성공했는데, 그 판권은 유비소프트가 가지고 있다. 유비소프트는 그 판권과 엔진을 이용해 엑스박스로 《파크라이 인스팅트》시리즈와 닌텐도의 위로 《파크라이: 벤전스》를 제작했다.
크라이엔진의 후속 엔진으로 크라이엔진 2가 공개되었다.또한 2011년 3월에 발매된 크라이시스2는 크라이엔진2의 업그레이드판인 크라이엔진3가 사용되었다.

## 특징
기본적으로 크라이엔진의 플랫폼은 윈도이다. 윈도우 98, ME, 2000, XP, 비스타를 지원하며 64비트 운영 체제도 지원한다. 공식적으로 언급된 적은 없지만 윈도우 2003에서도 문제 없이 동작한다.
- 인공지능 스크립트(AI Script)로 루아 언어 사용
- 플러그인을 구성요소로서 지원
- 다이렉트 3D 8, 9와 OpenGL 지원
- 충돌 감지, 세밀도 단계화, 고정 기하학 구조
- 넓은 가시 범위(대단히 넓은 가시범위를 신속하게 구현하며 다른 동급 엔진처럼 64비트 CPU, 운영 체제가 지원되면 범위가 더욱 넓어지고 지형과 사물의 세밀함이 증가한다)
- 폴리범프(노말 매핑, 범프 매핑, 스페큘러 매핑, 디퓨즈 매핑)
- 모션 캡처, 운동 단계 조정, 골격 애니메이션
- 물리 엔진(랙돌, 탈것의 물리 효과를 지원하지만 아주 단순한 수준이다)
- EAX 1.0~5.0 지원, 돌비 서라운드 7.1 지원, 도플러 효과 지원
- 현재 공개된 교육용 크라이엔진 3에는 다이렉트 3D 11의 시스템 파일이 포함되어있으며, 이 엔진을 사용한 크라이시스2에는 다이렉트 3D 10의 기능이 다소 포함되어 있다.

## 엔진을 사용하는 게임
- 《파크라이》 (2004년, PC) - 개발:크라이텍, 배급:유비소프트
- 《파크라이 인스팅트》 (2005년, 엑스박스) - 개발:유비소프트 몬트리올, 배급:유비소프트
- 《파크라이 인스팅트: 에볼루션》 (2006년, 엑스박스) - 개발:유비소프트 몬트리올, 배급:유비소프트
- 《파크라이 인스팅트: 프레데터》 (2006년, 엑스박스 360) - 개발:유비소프트 몬트리올, 배급:유비소프트
- 《파크라이 벤전스》 - (2006년, 위) - 개발:유비소프트 몬트리올, 배급:유비소프트
- 《아이온: 영원의 탑》 - (2007년, PC) - 개발/배급:엔씨소프트
- 《아키에이지》 - (2011년, PC) - 개발/배급:엑스엘게임즈
- 《카일라스》 - (2007년, PC) - 개발/배급:위메이드 엔터테인먼트

- 《워페이스》 - (2013년, PC) - 개발:크라이텍, 배급:마이컴
- 《라이즈 : 선 오브 로마》 - (2013년, 엑스박스) - 개발:크라이텍, 배급:마이크로소프트
- 《이카루스》 - (2013년, PC) - 개발/배급:위메이드 엔터테인먼트
- 《문명 온라인》 - (2014년, PC) - 개발/배급:엑스엘게임즈
- 《위닝펏》 - (2014년, PC) - 개발/배급:온네트
- 《온그린(OnGreen)》 - (2014년, PC) - 개발:골프존 엔터테인먼트/배급:네오위즈게임즈

크라이시스-2007 개발 크라이텍, 배급 일렉트로닉아츠
크라이시스2-2011 개발 크라이텍, 배급 일렉트로닉아츠
크라이시스3=2013 개발 크라이텍 배급 일렉트로닉아츠

## 참고
주식회사 위메이드 엔터테인먼트의『네드』는 2012년 11월 지스타를 기점으로 『이카루스』로 이름이 변경되었으며 2012년 11월 15일 중 개발 중. 2012년 11월 14일 OBT를 시작한 주식회사 이스트소프트의 『카발2』도 역시 크라이엔진3를 이용하여 개발되었음.

## 같이 보기
- 게임 엔진
- 파 크라이

1. ↑  “Crytek GmbH: Crytek announces its Game Engine CryENGINE”. 《Wayback Machine》. 2008년 11월 15일. 2008년 11월 15일에 원본 문서에서 보존된 문서. 2016년 10월 30일에 확인함.
2. ↑  “UPDATE Hotfix Today: CRYENGINE 5.7.1 LTS is here”. Crytek. 2022년 6월 6일에 원본 문서에서 보존된 문서. 2022년 5월 19일에 확인함.